# Gare de Villeneuve-lès-Maguelone
Gare de Villeneuve-lès-Maguelone – przystanek kolejowy w Villeneuve-lès-Maguelone, w departamencie Hérault, w regionie Oksytania, we Francji.
Jest przystankiem kolejowym Société nationale des chemins de fer français (SNCF), obsługiwanym przez pociągi TER Languedoc-Roussillon.